# 謝瑞立
謝瑞立（1943年—2012年6月23日），臺灣彰化縣鹿港鎮人，以拾荒所得長期捐助孤兒。

## 生平

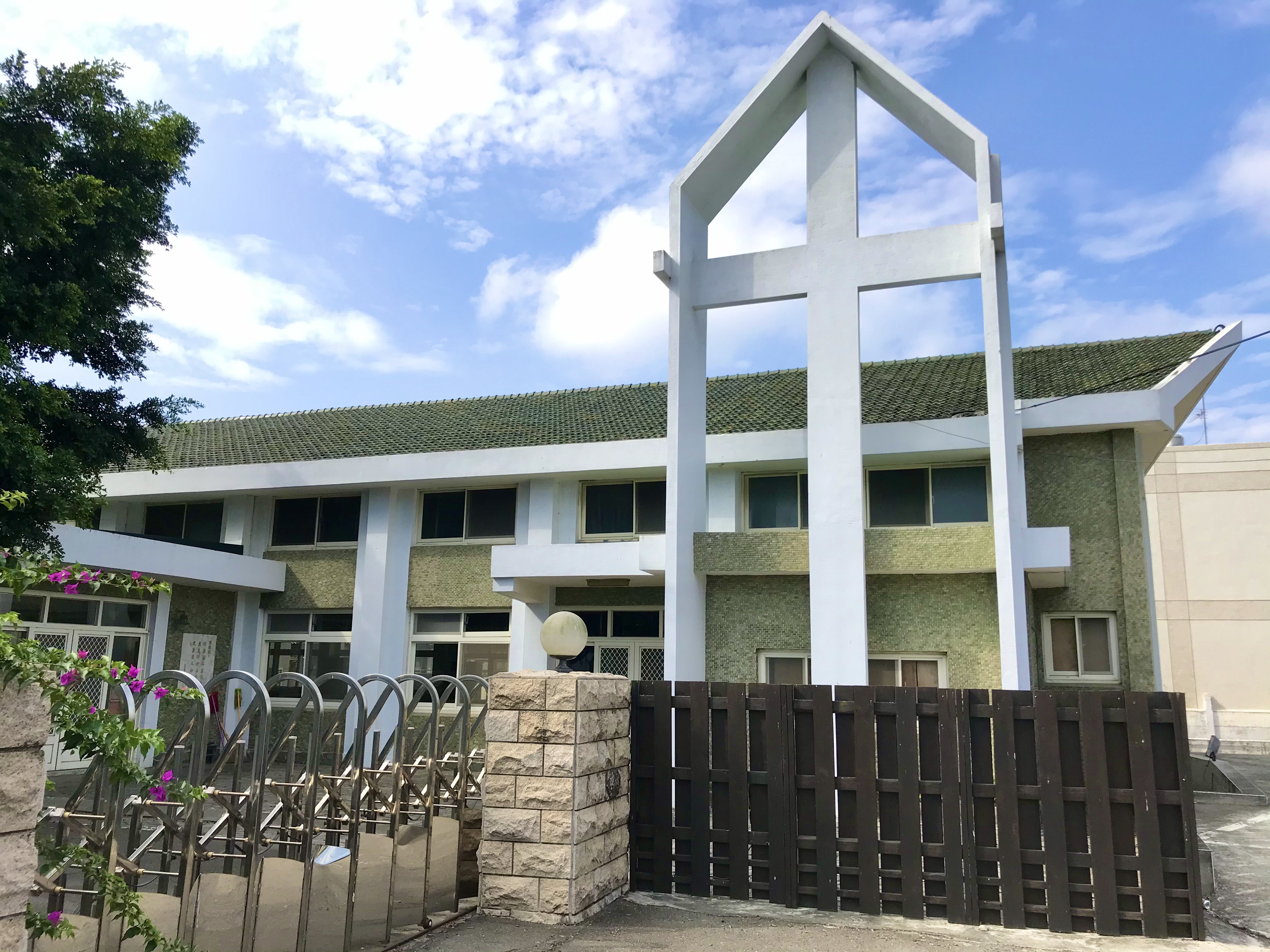
喜樂保育院

謝瑞立為鹿港鎮洋厝里居民，在九個兄弟姊妹中排行第五，父親為當地的粉粿小販。
謝瑞立小時候和弟曾因盲腸炎和肺積水，到處借貸無門，遂發願若有能力，定要幫助別人。國民學校畢業後，他家貧無力升學，在各鄉鎮的野台戲下叫賣零食。
1975年，謝瑞立改從事抓鰻魚，每日工資兩百元，為增加收入，利用冬天或業餘時間，在住家附近鄉鎮垃圾場撿拾可用的廢棄物，轉售給估物商，同年結婚，卻因妻子不能忍受窮困日子，婚姻只維持了約四十天，至1981年才還完所有舉債。
謝瑞立還完所有舉債後，開始把積蓄寄給媒體刊登的急難個案，有些個案當事人收到匯款後會回函致謝，有些毫無音訊，遂認為捐款如「霰彈」發出去效益不大，於是決定分期付款慈善團體。1983年，他得悉彰化家扶中心有許多貧困兒童，開始長期濟貧的行動，以臺幣三百、五百、一千元不等，不定期不定額捐助，1988年，他得知二林喜樂保育院的困境，慨然捐出所有積蓄十萬元，後從捉鰻魚的東家許進興閒聊中，知道了彰化家扶中心舉辦永久認養人聯誼會，便繳交十二萬元來永久認養一名貧童。他還透過中華兒童福利基金會，出錢認養了一名塞內加爾的孤女。左鄰右舍都勸他「日子快過不下去」，他照樣熱心助人。他表示親友曾用異樣的眼光譏笑，說是「傻瓜」、「心理變態」。
街坊鄰居曾形容謝瑞立就有一張孩子緣的臉，孩子們都很喜歡接近他。表揚好人好事籌備委員會於1995年10月12日宣告謝瑞立得好人好事，其事蹟列入《十步芳草》書內。2000年7月，與家庭扶助基金會捐助者陸李美叡、鄭勝勳接受新聞採訪。
謝瑞立在洋厝里開一家老式破舊的小雜貨店，由母親看管，店內陳設物品簡陋。2001年，年近六旬，他迎娶越南籍妻子阮氏分擔奉養母親家務，並由妻子去工廠做工養家。2000年代末，他罹膽囊癌家境變差，成為低收入戶。
2011年，彰化基督教醫院鹿基分院醫護人員發現病患謝瑞立是大善人，發起院內「一人一信」。2012年6月23日病逝，享壽七十歲，舉行基督教告別儀式，留下越南籍遺孀及十歲稚女。彰化家扶中心主任王震光表示，謝瑞立以拾荒所得捐款給家扶、喜樂保育院等慈善機構，認養許多國內外兒童，至少捐了一百多萬元。